# Medicina del XX secolo
A cavallo dei secoli XIX e XX si svilupparono tre concezioni o paradigmi medici:
- paradigma anatomoclinico (l'origine della malattia è situata nella "lesione")
- paradigma fisiopatologico (l'origine della malattia è nel "processo alterato")
- paradigma eziologico (l'origine della malattia è nelle cause esterne),

tutti eredi del modello scientifico, specialmente biologico.
 
In questo secolo spuntano meno geni individuali in quanto l'investigazione è portata avanti da équipe interdisciplinari o da persone dedicate a ricerche sempre più specializzate. 

Il secolo XX è il secolo della medicina basata sull'evidenza: i protocolli standardizzati, avallati da studi scientifici, vanno sostituendo le opinioni e le esperienze personali di ciascun medico e concedono di ottenere al corpo della conoscenza medica validità in un mondo più interconnesso. Tra i medici che più risaltano, vanno segnalati Sigmund Freud, il grande rivoluzionario della psichiatria, Robert Koch, scopritore del bacillo della TBC, Paul Ehrlich, padre dell'immunologia, Harvey Williams Cushing, padre della neurochirurgia, e Alexander Fleming, scopritore della penicillina, con la quale cominciò l'"Era antibiotica"  della medicina.

Nel 1948 fu fondata l'OMS sotto l'ombrello dell'ONU: si tratta del primo organismo medico internazionale, specializzato nella gestione politica della prevenzione, promozione e di interventi sulla salute, a livello mondiale.

In questa fitta rete di gruppi di ricerca e superspecializzazioni, si sviluppa anche un nuovo modo di intendere la malattia, o meglio, i malati, in linea con una società che scopre l'ambientalismo (inteso come un movimento sociale che cerca di integrare nuovamente il singolo nell'ambiente).

I secoli dal XVII al XIX, profondamente razionalisti, si erano sforzati di classificare gli organi, i tessuti e le malattie e di stabilire le leggi che regolano il funzionamento dei processi fisiologici e patologici. L'evidenza della complessità degli esseri umani porta però alla conclusione che non esiste infermità senza persona malata. In questo contesto si sviluppano modelli di salute ed infermità, proposti dalla Organizzazione mondiale della sanità (OMS), che incorporano la sfera psicologica, la sociologica e biologica, come determinanti per la salute delle persone.
Nel 1978 si celebra la Dichiarazione di Alma Ata sull'assistenza sanitaria primaria, dove si pone come manifesto quella dichiarazione di principi, così come l'importanza cruciale delle misure sociali (adeguata distribuzione di acqua potabile ed alimenti, vaccinazioni), e della attenzione primaria alla salute per il miglioramento del livello sanitario delle popolazioni. Il motto di questa conferenza fu: "Sanità per tutti entro il 2000".

La medicina tecnica, capace di svelare i segreti del corpo umano, mediante dispositivi come la RMN, ha portato ad una corrente sociale "medicalizzatrice" nella quale problemi di condotta si trasformano in malattie. In tal modo si ottengono due risultati: trasferire la responsabilità dall'individuo alla malattia, e lasciare la soluzione in mano alla tecnica.

Senza dubbio, parallelamente a questa evidenza, lo sviluppo della farmacologia a livello industriale ed economico, ha portato la medicina ad essere tributaria del medicamento come icona della salute.
L'Aspirina, sintetizzata da Felix Hoffmann nel 1897 è divenuta uno dei simboli della cultura di questo secolo. Queste linee contraddittorie (una medicina disumanizzata e mercantilista che ha però permesso l'eradicazione di malattie come il vaiolo o la poliomielite e che ha permesso di incrementare la speranza di vita al di sopra dei 70 anni nella maggior parte dei paesi sviluppati sono la sintesi della medicina moderna.
A partire da Emil Kraepelin e Eugen Bleuler, e successivamente da Sigmund Freud si stacca una delle specialità più recenti della medicina: la psichiatria.
Il primo fu il pioniere nel proporre che le malattie psichiatriche siano causate principalmente da disturbo biologico o genetico. Bleuler fornisce alcuni apporti fondamentali alla psichiatria clinica (a lui si devono i termini schizofrenia ed autismo), mentre di Freud si può dire che sia il fondatore del movimento psicoanalitico.  Nella scuola psicoanalitica, rinnovata dai suoi discepoli, si ha seguito in maggiore o minore modo, dopo la morte del suo fondatore,  le idee centrali, che si sono diffuse alla psichiatria, raggiungendo discipline così separate come l'arte, la religione, o l'antropologia, passando a formare parte della cultura generale. Successivamente la psichiatria riprenderà, attraverso Karl Jaspers, le influenze della fenomenologia e l'esistenzialismo ed, attraverso John Broadus Watson, il comportamentismo.
Negli ultimi decenni del secolo, si sviluppò una scuola psicofarmacologica, basata sulla premessa che il meccanismo di azione degli psicofarmaci rivelasse a sua volta il meccanismo fisiopatologico secondario accostandosi quindi alla neurofisiopatologia.
Altri successi tecnici notevoli sono la trasfusione sanguinea, portata a termine per la prima volta con successo in questo secolo grazie ai lavori sui gruppi sanguigni sviluppati da Karl Landsteiner, o il trapianto di organi, conquistato, non dal primo, ma dal più mediatico e di successo dei suoi sviluppatori: Christiaan Neethling Barnard, primo chirurgo a realizzare con successo un trapianto di cuore. Il primo trapianto di cuore in Italia venne effettuato il 14 novembre 1985 dal cardiochirurgo Vincenzo Gallucci ..
Nasce la genetica molecolare, e vengono sviluppate le applicazioni della fisica in differenti campi della medicina: l'uso dei radioisotopi, l'elettroforesi, la cromatografia, la spettrofotometria, l'uso del laser, il microscopio elettronico, le tecniche di ultrasuoni in ecografia, la TAC o la risonanza magnetica.
L'uso di sistemi informatici ha trasformato la società della fine del XX secolo. I suoi strumenti hanno fornito un grande impulso a molte scienze applicate come la medicina. Probabilmente la maggior riuscita del secolo XX è stata la sequenza del genoma umano, e tuttavia occorreranno ancora decine di anni per comprendere ed utilizzare tutta la mole di informazioni: Non vi è alcun dubbio che comunque porterà una nuova rivoluzione nel modo di trattare molte malattie, e anche nel modo di comprendere e definire l'umano.